# Codex Tischendorfianus III
Codex Tischendorfianus III designado por Λ ou 039 (Gregory-Aland), ε 77 (von Soden), é um manuscrito uncial grego do Evangelhos, datado pela paleografia para o século IX.
Actualmente acha-se no Bodleian Library (Auctarium T. infr 1.1) em Oxford.

## Descoberta
Contém 157 folhas (21 x 16.5 cm) dos Evangelho segundo Lucas e Evangelho segundo João, e foi escrito em duas colunas por página, em 22 linhas por página. Contém respiração e acentos.
Contém κεφαλαια ("capítulos"), τιτλοι "(títulos"), as seções amonianas e os cânones eusebianos.

## Texto
O texto grego desse códice é um representante do Texto-tipo Bizantino. Aland colocou-o na Categoria V.